# Подграђе (Марија Бистрица)
Подграђе је насељено место у саставу општине Марија Бистрица у Крапинско-загорској жупанији, Хрватска. До територијалне реорганизације у Хрватској налазило се у саставу старе општине Златар-Бистрица.

## Становништво
На попису становништва 2011. године, Подграђе је имало 321 становника.

## Попис1991.
На попису становништва 1991. године, насељено место Подграђе је имало 351 становника, следећег националног састава:
| Попис 1991.‍ | Попис 1991.‍ | Попис 1991.‍ | Попис 1991.‍ | Попис 1991.‍ |
| ----------- | ----------- | ----------- | ----------- | ----------- |
|             |             |             |             |             |
| Хрвати      | Хрвати      |             | 346         | 98,57%      |
| непознато   | непознато   |             | 5           | 1,42%       |
| укупно: 351 |             |             |             |             |